# Biokomposit
Biokomposite oder Bioverbundwerkstoffe sind Verbundwerkstoffe mit einer biogenen Komponente. Drei Varianten kommen in Frage:

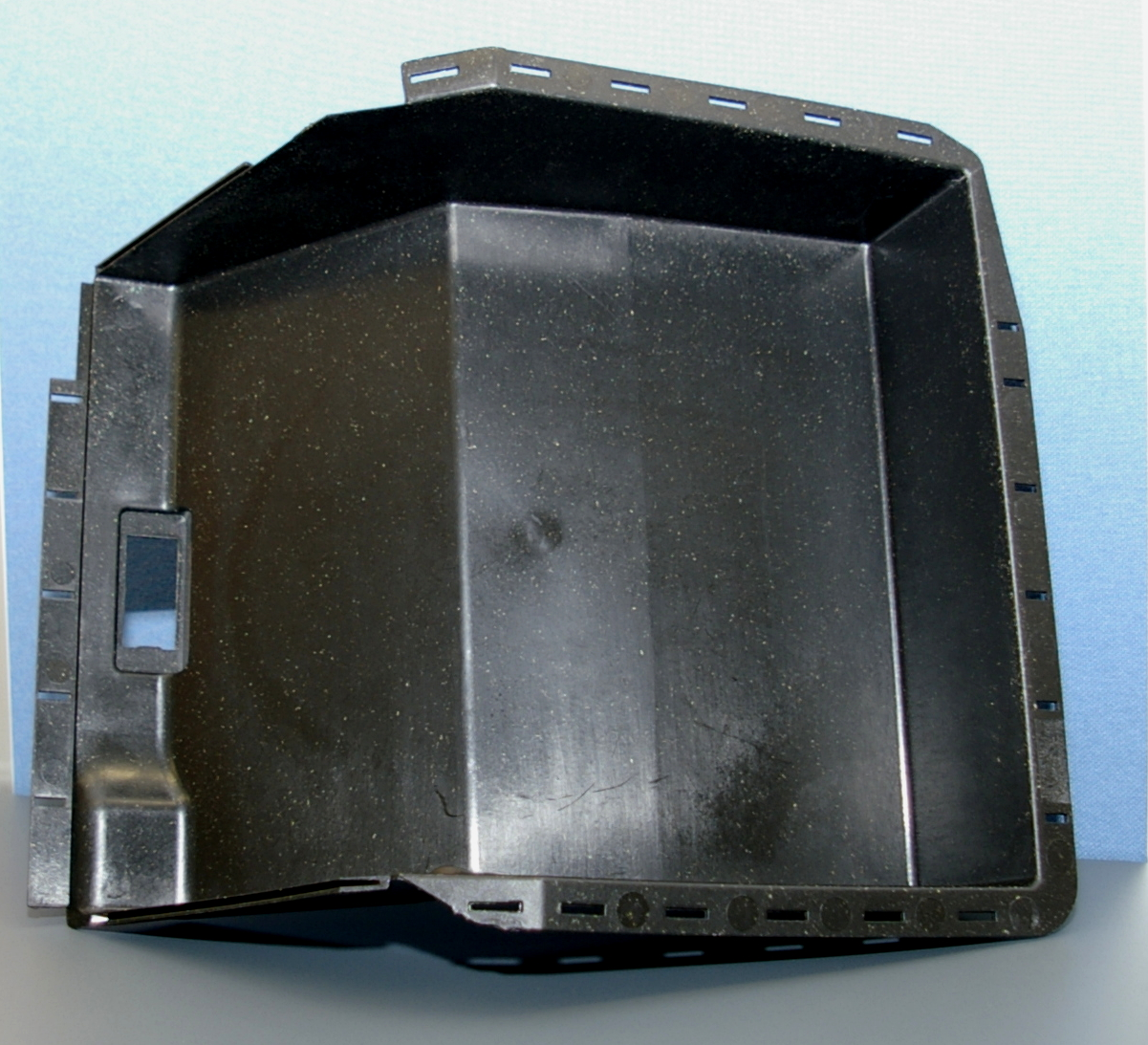
Handschuhfach aus hanffaserverstärktem Kunststoff (Matrix Polypropylen PP)

- Verbunde aus Naturfasern und traditionellen Polymeren und anderen Matrixmaterialien,
- Verbunde aus synthetischen Fasern und Biopolymeren und
- Verbunde aus Naturfasern und Biopolymern.

Biokomposite werden seit dem Ende des 20. Jahrhunderts eingesetzt und neuerdings auch verstärkt für industrielle Anwendungen verwendet. Hier kommen vor allem Naturfaserverbundwerkstoffe und die sogenannten Wood Plastic Composites zum Einsatz, die sich die Vorteile von Naturfasern im Vergleich zu traditionellen Verstärkungs- und Füllmaterialien zunutze machen. Dies sind, neben ihrer Nachhaltigkeit und der damit verbundenen Unabhängigkeit von fossilen Brennstoffen, ihre CO2-Neutralität, aber auch ihre physikalischen Eigenschaften wie ihre geringe Dichte und eine hohe Festigkeit und Steifigkeit.
Neben erdölbasierten Polymeren, wie zum Beispiel Polypropylen und Polyethylen oder auch Epoxidharzen, werden in den letzten Jahren auch verstärkt Biopolymere als Matrixwerkstoff eingesetzt. Zu nennen sind vor allem das auf Maisstärke basierende Polylactid (PLA), aber auch aus Palmöl hergestellte Harze oder Stärke kommen zum Einsatz.
Diese Werkstoffe besitzen einige weitere Vorteile im Vergleich zu naturfaserverstärkten erdölbasierten Polymeren. So sind sie in der Regel vollständig biologisch abbaubar und ihre Herstellungskosten, mit Ausnahme der im Herstellungsprozess eingesetzten Energiemengen, unabhängig vom Erdölpreis. Zudem weisen sie eine deutlich bessere CO2-Bilanz auf. 
Diese Werkstoffe können auch in biomedizinischen Anwendungen oder im Kontakt mit Nahrungsmitteln eingesetzt werden.